# David Ledy
David Ledy (* 22. Dezember 1987 in Altkirch) ist ein französischer ehemaliger Fußballspieler.

## Karriere
David Ledy begann mit dem Fußball in der Jugend vom FC Mulhouse.
Dort begann er 2005 seine Profikarriere. 2006 ging er zu Racing Straßburg, welche in die Ligue 2 abgestiegen sind.
Mit dem Verein aus der elsässischen Hauptstadt stieg man 2007 in die Ligue 1 auf, jedoch stieg man im Jahr darauf wieder ab. 2009 verpasste man den direkten Wiederaufstieg ins Oberhaus. 2012 stieg man gar bis in die viertklassige CFA ab.
Von 2014 bis 2017 spielte Ledy für den FC Martigues und seitdem für den Amateurverein Olympique Rovenain.